# Emblema nacional da França
O atual emblema nacional da França virou símbolo nacional da França em 1953, porém, ele não tem nenhum estatuto como brasão de armas. Ele aparece na capa dos passaportes franceses e foi originalmente adotado pelo Ministério das Relações Exteriores como símbolo para uso nas missões diplomáticas e consulares em 1912 usando um design desenhado pelo escultor Jules-Clément Chaplain.
Em 1953, a França recebeu um pedido das Nações Unidas para uma cópia do brasão de armas nacional para ser colocado junto com os brasões de armas dos outros estados membros na assembleia. Uma comissão interministral pediu para Robert Louis (1902–1965), artista heráldico, para produzir uma versão do design do Chaplain. Isso não aconteceu, no entanto, constituiu-se uma adoção de um brasão de armas oficial da República.
Tecnicamente, ele é mais considerado um emblema do que para brasão de armas por não se basear nas regras heráldicas. O emblema consiste em:
- Um largo escudo com cabeças de leão e urso.
- Um monograma "RF" que significa République Française (República Francesa).
- Um galho de oliveira simbolizando a paz.
- Um galho de carvalho simbolizando a sabedoria.
- O fasces é o símbolo associado à justiça.

Em Setembro de 1999, o governo francês adotou um novo símbolo incorporando o lema nacional, as cores da bandeira, e a personificação da República: Marianne.

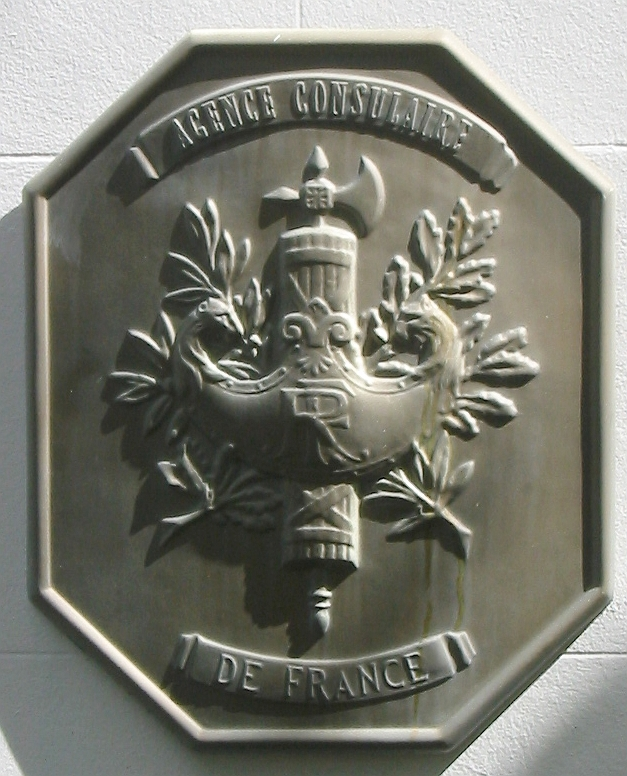
O símbolo é usado em placas que marcam os consulados franceses.
Escudo na entrada do Senado.
Flor de lis, um símbolo popular durante épocas monárquicas, usado hoje na maior parte por povos ultramarinos da Herança francesa, como os Acadianos, os Quebequenses ou os Cajuns.
Escudo às vezes usado em uma base semi-oficial, mas não tendo status oficial como o brasão da República Francesa.

## Evolução histórica
| Brasão                                         | Período em uso        | Regime                      | Descrição e nota(s) |
| ---------------------------------------------- | --------------------- | --------------------------- | --- |
| Brasão de armas do Império Franco              | 481–843               | Império Franco              | Bandeiras e brasões baseados nesta bandeira foram usados na maior parte durante a Idade Média e épocas medievais do Império Carolíngio, introduzido primeiramente por Carlos Magno. Oriflamme (do latim aurea flamma, "chama dourada") foi o estandarte de batalha dos reis da França. Era originalmente a bandeira sagrada da Abadia de Saint-Denis, um mosteiro perto de Paris. |
| Brasão de armas do Reino de França             | 843–1305              | Reino da França             | A França Anciã, o brasão de armas do Reino da França, adaptado e utilizado sucessivamente por mais de seis séculos até a queda da monarquia com a Revolução Francesa em 1792. Basicamente um escudo clássico francês de azure semé-de-lis encimado por uma coroneta de Prince du sang. De acordo com a narrativa lendária, o escudo tem origem no Batismo de Clóvis, que substituiu os três sapos que adornavam seu escudo por três lírios concedidos por um anjo. |
| Brasão de armas do Reino de França             | 1328–1376             | Reino da França             | A França Anciã, o brasão de armas do Reino da França, adaptado e utilizado sucessivamente por mais de seis séculos até a queda da monarquia com a Revolução Francesa em 1792. Basicamente um escudo clássico francês de azure semé-de-lis encimado por uma coroneta de Prince du sang. De acordo com a narrativa lendária, o escudo tem origem no Batismo de Clóvis, que substituiu os três sapos que adornavam seu escudo por três lírios concedidos por um anjo. |
| Brasão de armas do Reino de França e Navarra   | 1305–1328             | Reino da França             | Uma variante do brasão conhecido como França Anciã. Um escudo clássico francês de azure semé-de-lis encimado por uma coroneta de Prince du sang e dimidiado com as armas reais de Navarra. O brasão entrou em uso quando Luís X herdou o trono navarrino de sua mãe, Joana I, e foi usado por seus sucessores João I, Filipe V e Carlos IV. |
| Brasão de armas do Reino de França             | 1376–1515             | Reino da França             | O reino passa a ostentar o brasão conhecido como França Moderna, uma variante da França Anciã (um escudo francês clássico azure semé-de-lis) consistindo em um escudo francês de azure, três flores-de-lis de or, sendo duas no chefe. Com esta variante, Carlos V rende uma dupla homenagem à Virgem Maria (pelo lírio) e à Santíssima Trindade (pela quantidade). |
| Brasão de armas do Reino de França             | 1515–1589             | Reino da França             | Francisco I estabelece este brasão que foi utilizado por todos os seus sucessores da Casa de Valois. Consiste em uma variante do brasão França Moderna, sendo um escudo francês moderno de azure e três flores-de-lis dispostas horizontalmente encimado por uma coroa real fechada encimada por uma flor-de-lis e envolvido pelos colares da Ordem de São Miguel e da Ordem do Espírito Santo. |
| Brasão de armas do Reino de França             | 1589–1791             | Reino da França             | Esta variante foi estabelecida após o término das guerras religiosas francesas que estabeleceram a Casa de Bourbon como dinastia reinante. O escudo consiste nas armas do Reino de Navarra impaladas com o escudo França Moderna, simbolizando a união pessoal entre os reinos após a coroação de Henrique IV. A realização armorial ostenta adicionalmente os colares da Ordem de São Miguel e da Ordem do Espírito Santo encimados pela coroa real francesa, paquife de azure semé-de-lis, listel com o grito de armas Montjoie Saint Denis! ("Alegria por São Dinis"). |
| Brasão de armas da Primeira República Francesa | 1791–1799             | Primeira República Francesa | Não oficialA França Revolucionária aboliu definitivamente o uso de escudos. Como brasão, a França adotou um fáscio e um galo gaulês encimado por um barrete frígio envolvido por ramos de oliveira. |
| Brasão de armas do Consulado Francês           | 1799–1804             | Consulado                   | Não oficialO emblema não-oficial usado durante o Consulado Francês por Napoleão Bonaparte como Cônsul-geral durante a fase derradeira da Primeira República Francesa, caracterizando uma águia imperial or portando raios de trovão em suas patas sobre ramos de oliveira envolvendo a letra "N" no centro. Após a coroação de Napoleão como Imperador, o emblema foi acrescido de um escudo moderno de azure. |
| Brasão de armas do Império Francês             | 1804–1814             | Primeiro Império Francês    | Não oficialO emblema não-oficial usado durante o Consulado Francês por Napoleão Bonaparte como Cônsul-geral durante a fase derradeira da Primeira República Francesa, caracterizando uma águia imperial or portando raios de trovão em suas patas sobre ramos de oliveira envolvendo a letra "N" no centro. Após a coroação de Napoleão como Imperador, o emblema foi acrescido de um escudo moderno de azure. |
| Brasão de armas do Reino da França             | 1814–1830             | Reino da França             | Após a restauração da Casa de Bourbon ao trono francês, o brasão de armas monárquico foi retomado conforme a variante França Moderna. Consiste em três flores-de-lis de or sobre um escudo oval de azure envolvido pelos colares da Ordem de São Miguel e da Ordem do Espírito Santo, sobre o cetro de São Luís e a "mão da justiça" em sautor, coroado pela coroa real francesa. |
| Brasão de armas do Reino da França             | 1830–1831             | Reino da França             | Nos dois anos iniciais do reinado de Luís Filipe I como "Rei dos Franceses", seu brasão de armas foi uma variante do brasão da Casa de Orleães, sendo um escudo moderno francês de azure com três flores-de-lis de or e um lambel de três pendentes de argent. |
| Brasão de armas do Reino da França             | 1831–1848             | Reino da França             | O brasão recebe uma variante consistindo em um escudo moderno francês de azure centrado pelo enamel da Carta Constitucional de 1830, que reconheceu formalmente o governo monárquico constitucional de Luís Filipe I, onde lê-se: "CHARTRE CONSTITUTIONNELLE 1830". |
| Grande Selo da Segunda República Francesa      | 1848–1852             | Segunda República Francesa  | Não oficialO Grande Selo da França usado durante a Segunda República Francesa como símbolo nacional, sendo formado pela República portando o fáscio e sentada em um trono, tendo aos seus pés ramos de oliveira, o galo gaulês e uma urna marcada com "S.U" (de sufrágio universal). Sobre a República lê-se "RÉPUBLIQUE FRANÇAISE DEMOCRATIQUE UNE ET INDIVISIBLE" ("República Francesa, Democrática, Una e Indivisível") e no pedestal lê-se: "XXIV FEVRIER MDCCCXLVIII" ("24 de fevereiro de 1848"). |
| Brasão do Segundo Império Francês              | 1852–1870             | Segundo Império Francês     | O Segundo Império Francês retomou o armorial do Império Napoleônico, composto pelo escudo clássico francês de azure e a águia imperial de or portando raios de or envolvido pelo colar da Ordem da Legião de Honra. |
| Brasão de armas da Terceira República Francesa | 1898–1953             | Terceira República Francesa | Emblema que foi criado para a Terceira República Francesa, caracterizando um fáscio, acompanhado de um galho de louro e um galho de carvalho em sautor. Não há o escudo moderno, mas o Grande-Colar da Ordem da Legião de Honra e o centro em oval do emblema é constituído de um monograma das letras "RF" (Repúblique Française) entrelaçadas. |
| Brasão de armas da República Francesa          | 190519221953–presente | Terceira República Francesa | Não oficialEsta composição, que foi brevemente vista em 1905 durante a visita oficial à França de Rei Afonso XIII, reapareceu em 1922 em um desenho animado de Gustave Jaulmes para uma tapeçaria a ser exibida em Estrasburgo. Em 1929, o Ministério dos Negócios Estrangeiros francês respondeu à embaixada alemã, que queria saber o brasão oficial da República, que "não há, em princípio, brasão oficial ou emblema", mas que tal composição foi usada para as embaixadas e consulados franceses. A edição de 1935 de Le Petit Larousse reproduziu em preto e branco esta composição como um símbolo da República Francesa. Em 1953, um comitê interministerial o escolheu para atender ao pedido do Secretariado das Nações Unidas que queria adornar o Salão da Assembleia Geral com painéis que reproduzem os brasões oficiais de cada Estado-membro. |
| Brasão de armas do Estado Francês              | 1940–1944             | Estado Francês              | Não oficialEmblema pessoal de Philippe Pétain, Presidente francês durante o regime conhecido como França de Vichy, caracterizando uma lábris sob uma flâmula com o lema "Travail, Famille, Patrie" ("Trabalho, Família, Pátria"). Foi gradualmente adotado como emblema informal do regime em documentos oficiais. |
| Emblema da República Francesa                  | 1953–presente         | Quarta República Francesa   | Emblema nacional que data de 1912, reintroduzido durante a presidência de Jacques Chirac (1995-2007) e ainda usado nos dias atuais. Não é formalmente considerado um brasão de armas por não se enquadrar no formato reconhecido oficialmente para brasões e escudos. |
| Emblema da República Francesa                  | 1953–presente         | Quinta República Francesa   | Emblema nacional que data de 1912, reintroduzido durante a presidência de Jacques Chirac (1995-2007) e ainda usado nos dias atuais. Não é formalmente considerado um brasão de armas por não se enquadrar no formato reconhecido oficialmente para brasões e escudos. |